# Budigoppa, Parasgad
Budigoppa là một làng thuộc tehsil Parasgad, huyện Belgaum, bang Karnataka, Ấn Độ.